# 公民民主黨
公民民主黨（缩写为ODS）是捷克的一个右翼政黨。该党的政治主張結合了疑歐派與古典自由主義，但在政治实践中，该党在這兩個議題上立場較為溫和。
在公民論壇解散後，瓦茨拉夫·克勞斯在1991年成立公民民主黨，米雷克·托波拉內克在2002年接任主席。在1993年到1997年之間是執政黨。1998年到2002年，與當時執政的捷克社會民主黨達成協議，支持當時的少數政府。
在2002年眾議院選舉中，公民民主黨獲得了200個席次中的58席，從原來的第一大黨變為第二大黨，這也是公民民主黨第一次成為實際的在野黨。2003年當選捷克總統的瓦茨拉夫·克勞斯為該黨的名譽主席。在2004年6月的歐洲議會選舉以及11月的參議院與地區議會選舉中，公民民主黨獲得了超過30%的得票率。
2006年選舉，公民民主黨獲得81個席次，成為眾議院最大黨。之後與基督教民主聯盟-捷克斯洛伐克人民黨和綠黨組成聯合政府。
在國際間，公民民主黨是国际民主联盟的一員，他們宣稱與英國保守黨、波蘭公民綱領黨和西班牙人民黨有同樣的思想。
2006年7月，公民民主黨與英國保守黨簽下協議離開欧洲人民党党团（EPP-ED），並共同成立中間偏右的政黨聯盟欧洲改革运动（MER），2009年之後改組成欧洲保守派和改革主义者党及欧洲保守派和改革主义者。

## 歷史

### 成立
該黨成立於1991年，為公民論壇後繼者之一。公民民主黨代表瓦茨拉夫·克劳斯的追隨者，支持自由市場、反對中間派的公民运动 (捷克)。1991年2月23日，公民論壇黨大會決議分成兩黨。同年4月21日，新政黨正式成立，克勞斯成為首任黨魁。 該黨同意繼續與公民運動組成執政聯盟，但在同年7月執政聯盟解散。
代表追求更為緊密的捷克斯洛伐克聯盟的公民民主黨人士開始在斯洛伐克組織。1992年捷克议会选举前，公民民主黨排除與自由民主黨結成選舉聯盟的可能性，而與瓦茨拉夫·本达領導的基督教民主黨（KDS）結盟，以吸引保守派。 公民民主黨贏得本次選舉，拿下66席，與公民民主联盟（Civic Democratic Alliance, ODA）、基民盟組成中間偏右聯盟，克勞斯就任總理。

### 主要政黨
公民黨是1992至1997年兩個執政聯盟的主要政黨。
1995年6月2日，公民民主黨與基督教民主黨簽署合併協議，1996年3月18日正式生效。但同年議會選舉，雖然公民民主黨進步至68席，但其執政聯盟只拿下99席，兩席之差未能成為多數。克勞斯在捷克社會民主黨的同意下繼續領導少數派政府。
1997年12月，該黨遭到指控接受非法捐獻與擁有秘密賄絡基金，導致公民盟與基民盟退出政府。約瑟夫·托紹夫斯基被任命領導看守內閣，直到1998年6月議會選舉為止。儘管爆發醜聞，克勞斯依然再次當選黨魁。1998年1月，部分議員反對克勞斯，退黨成立自由聯盟（Freedom Union, US）。

### 反對黨
公民民主黨滑落至63席，自由聯盟拿下19席。由於兩黨的分裂，自由聯盟拒絕支持公民黨，以免他們取得多數。自由聯盟也同樣拒絕支持社民黨。1998年7月9日，公民黨簽署反對黨協議，確保社民黨成為執政黨。
2002年議會選舉，該黨席次衰退至58席，黨史上第一次失去國會第一大黨寶座，確定成為反對黨。米雷克·托波拉內克成為新任黨魁。現任總統克勞斯成為榮譽黨主席。2004年歐洲議會選舉、參議院與地方選舉，該黨拿下超過30%的得票率。

### 重返執政

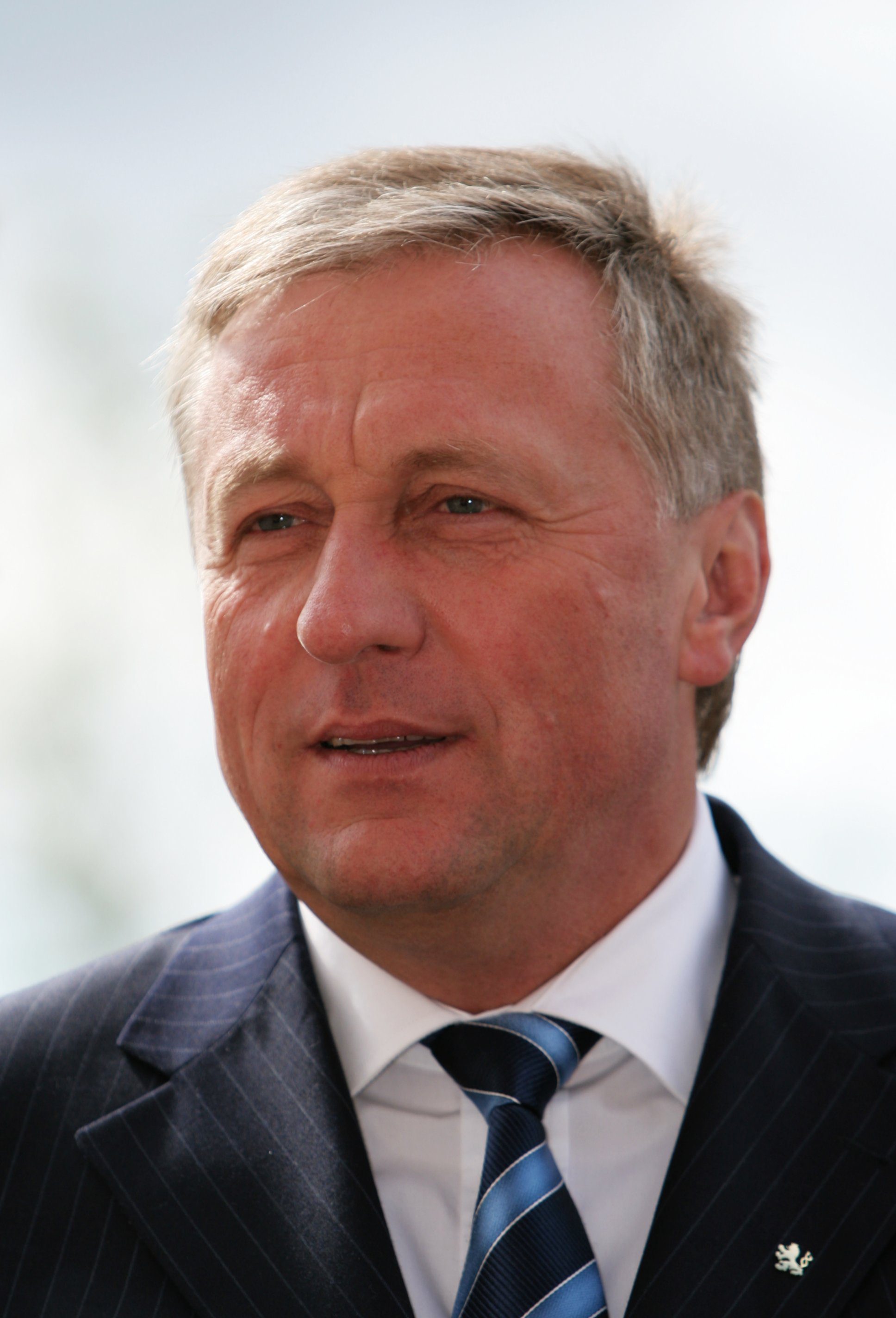
2002年至2010年公民民主黨黨魁米雷克·托波拉內克，率領該黨在2006年選舉拿下勝利，並成為1997年以來第一位該黨總理。

2006年選舉，公民民主黨拿下81席，成為第一大黨。該黨與基民盟、綠黨組成執政聯盟。公民黨在2008年的地方與參議院選舉中大敗，失去原來執政的12個地區。

## 意識形態
該黨主要思想為：現代歐洲保守主義、經濟自由主義、歐洲懷疑主義。該黨主張十分接近英國保守黨、瑞典溫和黨和歐洲其他自由保守主義政黨。
該黨黨綱的主要原則為低稅、公共財政、沒有負債的未來、資助有孩童的家庭、可滿足的社會制度、減少官僚、更好的企業環境、連結大西洋兩岸國家的安全國家。杜絕欺騙與民粹。
2006年7月，公民民主黨與英國保守黨簽署協議離開歐洲人民黨－歐洲民主黨團，將在2009年組成新歐洲政黨欧洲改革运动（MER）。2009年6月22日，公民民主黨宣布加入新成立的歐洲保守派和改革主義者－尋求改革歐洲議會的反聯邦黨團，為歐洲議會第四大黨團。

## 選舉結果

### 眾議院
| \| 年度 \| 得票率 \| 席次 \| 名次 \| 参政情况 \| \| ---- \| ------- \| ---- \| ---- \| -------- \| \| 1992 \| ? \| 66 \| 1 \| 执政党 \| \| 1996 \| 29.6% ▲ \| 68 ▲ \| 1 ━ \| 执政党 \| \| 1998 \| 27.7% ▼ \| 63 ▼ \| 2 ▼ \| 反对党 \| \| 2002 \| 24.5% ▼ \| 58 ▼ \| 2 ━ \| 反对党 \| \| 2006 \| 35.3% ▲ \| 81 ▲ \| 1 ▲ \| 执政党 \| \| 2010 \| 20.2% ▼ \| 53 ▼ \| 2 ▼ \| 执政党 \| \| 2013 \| 7.7% ▼ \| 16 ▼ \| 5 ▼ \| 反对党 \| \| 2017 \| 11.3% ▲ \| 25 ▲ \| 2 ▲ \| 反对党 \| \| 2021 \| 27.8% ▲ \| 34 ▲ \| 1 ▲ \| 执政党 \| |         |      |      |          |
| 年度 | 得票率  | 席次 | 名次 | 参政情况 |
| 1992 | ?       | 66   | 1    | 执政党   |
| 1996 | 29.6% ▲ | 68 ▲ | 1 ━  | 执政党   |
| 1998 | 27.7% ▼ | 63 ▼ | 2 ▼  | 反对党   |
| 2002 | 24.5% ▼ | 58 ▼ | 2 ━  | 反对党   |
| 2006 | 35.3% ▲ | 81 ▲ | 1 ▲  | 执政党   |
| 2010 | 20.2% ▼ | 53 ▼ | 2 ▼  | 执政党   |
| 2013 | 7.7% ▼  | 16 ▼ | 5 ▼  | 反对党   |
| 2017 | 11.3% ▲ | 25 ▲ | 2 ▲  | 反对党   |
| 2021 | 27.8% ▲ | 34 ▲ | 1 ▲  | 执政党   |

### 參議院
- 1996年參議院：29席（總選舉，之後每次選舉只改選三分之一）
- 1998年參議院：9席
- 2000年參議院：8席
- 2002年參議院：9席
- 2004年參議院：18席
- 2006年參議院：14席
- 2008年參議院：3席
- 2010年參議院：8席
- 2012年參議院：4席
- 2014年參議院：2席

### 歐洲議會
| \| 年度 \| 得票率 \| 席次 \| 名次 \| \| ---- \| ------- \| ---- \| ---- \| \| 2004 \| 30.0% \| 9 \| 1 \| \| 2009 \| 31.5% ▲ \| 9 \| 1 \| \| 2014 \| 7.7% ▼ \| 2 \| 6 \| \| 2019 \| 14.5% ▲ \| 4 \| 2 \| |         |      |      |
| 年度 | 得票率  | 席次 | 名次 |
| 2004 | 30.0%   | 9    | 1    |
| 2009 | 31.5% ▲ | 9    | 1    |
| 2014 | 7.7% ▼  | 2    | 6    |
| 2019 | 14.5% ▲ | 4    | 2    |

## 黨主席
1. 瓦茨拉夫·克勞斯 1991年 - 2002年（1992-1997任捷克总理）
2. 米雷克·托波拉內克 2002年 - 2010年（2006-2009任捷克总理）
3. 彼得·内恰斯 2010年 - 2013年（2010-2013任捷克总理）
4. 彼得·費亞拉 2014年 - 至今（2021-任捷克总理）

## 外部連結
- 捷克公民民主黨官方網站 （页面存档备份，存于）